# Clasificación de Conmebol para la Copa Mundial de Fútbol
La clasificación de la Conmebol para la Copa Mundial de Fútbol (o simplemente eliminatorias sudamericanas) es un torneo internacional disputado por las selecciones nacionales masculinas miembros de la Confederación Sudamericana de Fútbol (Conmebol), la que organiza la competición. Se lleva a cabo para determinar a las selecciones que participarán del principal torneo internacional oficial de fútbol masculino entre selecciones nacionales, la Copa Mundial de Fútbol.
Es considerada como la «clasificatoria más difícil» según la mayoría de los especialistas internacionales, basándose en diversos factores: su sistema de liga (todos contra todos con partidos de ida y vuelta), la participación de tres potencias mundiales históricas, la equiparación en los seleccionados menos victoriosos, las condiciones geográficas y climáticas, las fuertes localías y la gran pasión de los simpatizantes.
Su nivel de competencia ha permitido que nueve de las diez asociaciones hayan logrado la clasificación a alguna edición de la Copa del Mundo. Actualmente, se disputan siete cupos: seis ingresan directamente y uno juega un repechaje.

## Selecciones nacionales asociadas
En negrita, los estadios más usados por las selecciones en condición de local.
| País      | Estadio | Ciudad | Capacidad |
| Argentina | Estadio Libertadores de América Estadio La Bombonera Estadio Monumental Estadio Mario Alberto Kempes Estadio Malvinas Argentinas Estadio Gigante de Arroyito Estadio San Juan del Bicentenario Estadio Único Madre de Ciudades | Avellaneda Buenos Aires Córdoba Mendoza Rosario San Juan Santiago del Estero                                                     | 50 000 54 000 84 567 57 000 42 000 45 000 35 860 30 000                                                                       |
| Bolivia   | Estadio Hernando Siles Estadio Municipal | La Paz El Alto | 41 145 25 000 |
| Brasil    | Estadio Castelão Arena Fonte Nova Estadio Olímpico Mangueirao Estadio Maracaná Estadio Olímpico Nilton Santos Arena Pernambuco Arena Amazonia Arena das Dunas Estadio Mineirao Arena Corinthians Allianz Parque Estadio Morumbi Arena do Grêmio Estadio Beira Rio Estadio Mané Garrincha Estadio Rei Pelé Estadio Serra Dourada Estadio Arena Pantanal | Fortaleza Salvador Belém Río de Janeiro Recife Manaus Natal Belo Horizonte São Paulo Porto Alegre Brasilia Maceio Goiânia Cuaibá | 65 000 55 000 45 000 80 000 46 000 46 250 50 000 45 000 60 000 48 000 55 000 72 039 55 662 51 300 72 800 17 126 42 049 42 900 |
| Chile     | Estadio Nacional Estadio Monumental Estadio San Carlos de Apoquindo Estadio Zorros del Desierto | Santiago Calama | 48 665 43 667 14 768 15 000                                                                                                   |
| Colombia  | Estadio Metropolitano Estadio Hernán Ramírez Villegas Estadio El Campín Estadio Atanasio Girardot Estadio Pascual Guerrero Estadio Palogrande | Barranquilla Pereira Bogotá Medellín Cali Manizales                                                                              | 50 000 30 300 40 000 48 700 37 000 36 000                                                                                     |
| Ecuador   | Estadio Rodrigo Paz Delgado Estadio Monumental | Quito Guayaquil | 41 575 59 283 |
| Paraguay  | Estadio Defensores del Chaco Estadio General Pablo Rojas Estadio Antonio Aranda | Asunción Ciudad del Este | 40 760 45 000 28 000 |
| Perú      | Estadio Nacional Estadio Monumental Estadio Alejandro Villanueva Estadio Jorge Basadre | Lima Tacna | 43 086 80 093 35 000 19 850                                                                                                   |
| Uruguay   | Estadio Centenario Estadio Campeón del Siglo Gran Parque Central | Montevideo | 60 000 40 000 34 000 |
| Venezuela | Estadio Olímpico de la UCV Polideportivo de Pueblo Nuevo Estadio José Encarnación Romero Estadio Monumental Estadio Cachamay Estadio Agustín Tovar Estadio Metropolitano de Mérida Estadio José Antonio Anzoátegui | Caracas San Cristóbal Maracaibo Maturín Puerto Ordaz Barinas Mérida Puerto La Cruz                                               | 24 900 38 755 40 800 51 796 41 600 24 396 42 200 37 485                                                                       |

## Historia
La confederación no organizó eliminatorias hasta los años 50. Las primeras clasificaciones consistieron en invitaciones o bien, los equipos clasificaron por el retiro o boicot de otras asociaciones sudamericanas. Hasta los años 70 todas las selecciones miembros de la conmebol, participarían en las clasificatorias. El formato actual tipo liga no se instauró hasta 1998.
La paridad del nivel deportivo en Sudamérica, y en contraste las diferencias abismales entre seleccionados de Europa, aviva la discusión sobre dónde se disputan las eliminatorias más difíciles para clasificar al Mundial de fútbol, un debate que comenzó a tomar forma desde que la Conmebol implementó el formato de todos contra todos para la copa que se jugó en Francia en 1998.

### 1930-1938: Los invitados y el boicot sudamericano

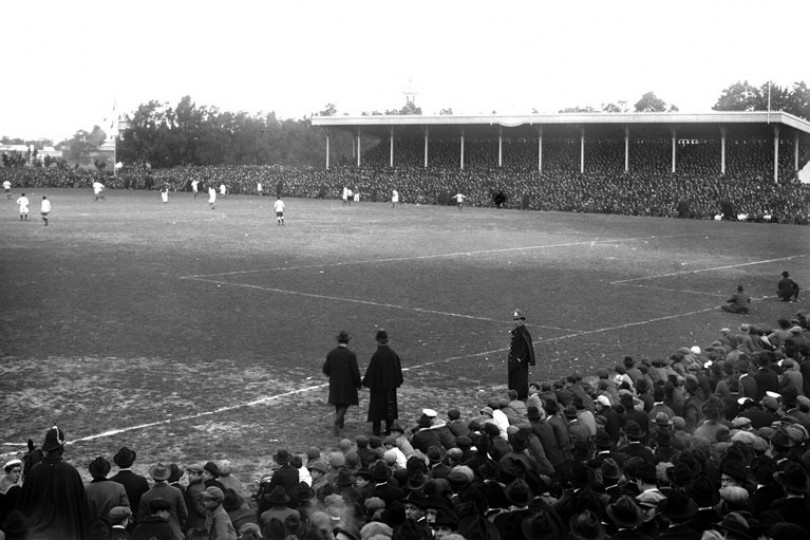
La primera competición de la copa mundial de futbol se jugaría enteramente en Montevideo. Hasta la fecha, es la edición con más equipos sudamericanos participantes.

La primera edición, Uruguay 1930, ha sido la única realizada sin un proceso de clasificación previo. Todo equipo afiliado a la FIFA fue invitado a competir en el torneo, pensado inicialmente para albergar a dieciséis participantes. Finalmente, el torneo comenzó el 13 de julio de 1930 con solo trece participantes.
Para la clasificación a Italia 1934, las selecciones de Bolivia, Paraguay y Uruguay se negaron a participar. Por el Grupo 9, Perú debía enfrentarse a Brasil y por el Grupo 10, Chile debía medirse con Argentina. Argentina presentó su retiro; sin embargo, Chile se negó a participar, por lo que Argentina reconsideró su medida. Perú también se retiró, por lo que Argentina y Brasil clasificaron automáticamente.
Para la clasificación a Francia 1938, Argentina se retiró por desacuerdos sobre la sede, que había sido prometida de manera extraoficial a Argentina, pero el presidente de la FIFA, Jules Rimet, decidió finalmente otorgarle la sede a Francia, su país natal, lo que causó descontento entre las autoridades argentinas que decidieron boicotear el mundial. Chile se clasificó, pero para solidarizarse con el boicot argentino no se presentó a la cita mundialista. Brasil clasificó automáticamente.

### 1942-1946: La Segunda Guerra Mundial
Los eventos de la Segunda Guerra Mundial que asolaron a gran parte del mundo entre 1939 y 1945 provocaron la suspensión de la Copa Mundial de 1942, a la cual habían postulado para su organización la Alemania Nazi, Argentina y Brasil. Tras el fin del conflicto armado, la FIFA se reunió en Luxemburgo, el 1 de julio de 1946. En ese encuentro, los dirigentes acordaron nombrar al torneo como Copa Jules Rimet en honor a su creador y que el evento sería reanudado el año 1949 en Suiza. Suiza no había sido dañado durante la guerra y tenía una pujante economía, pero no tenía los suficientes estadios como para albergar el torneo. Por otra parte, los países sudamericanos rechazaron la organización en Europa luego de los eventos previos en dicho continente. La FIFA decidió finalmente que Suiza organizara el próximo evento y acordó darle el cupo de 1949, luego postergado a 1950, a un país de Sudamérica. Los presidentes de Brasil y Argentina, Getúlio Vargas y Juan Domingo Perón, acordaron el apoyo a la candidatura brasileña mientras el siguiente evento en América fuese organizado por la Argentina. Brasil presentó una candidatura similar a la de 1942 y, como único postulante, fue elegido país anfitrión por unanimidad, el 25 de julio de 1946.

### 1950: Las clasificatorias sin jugar

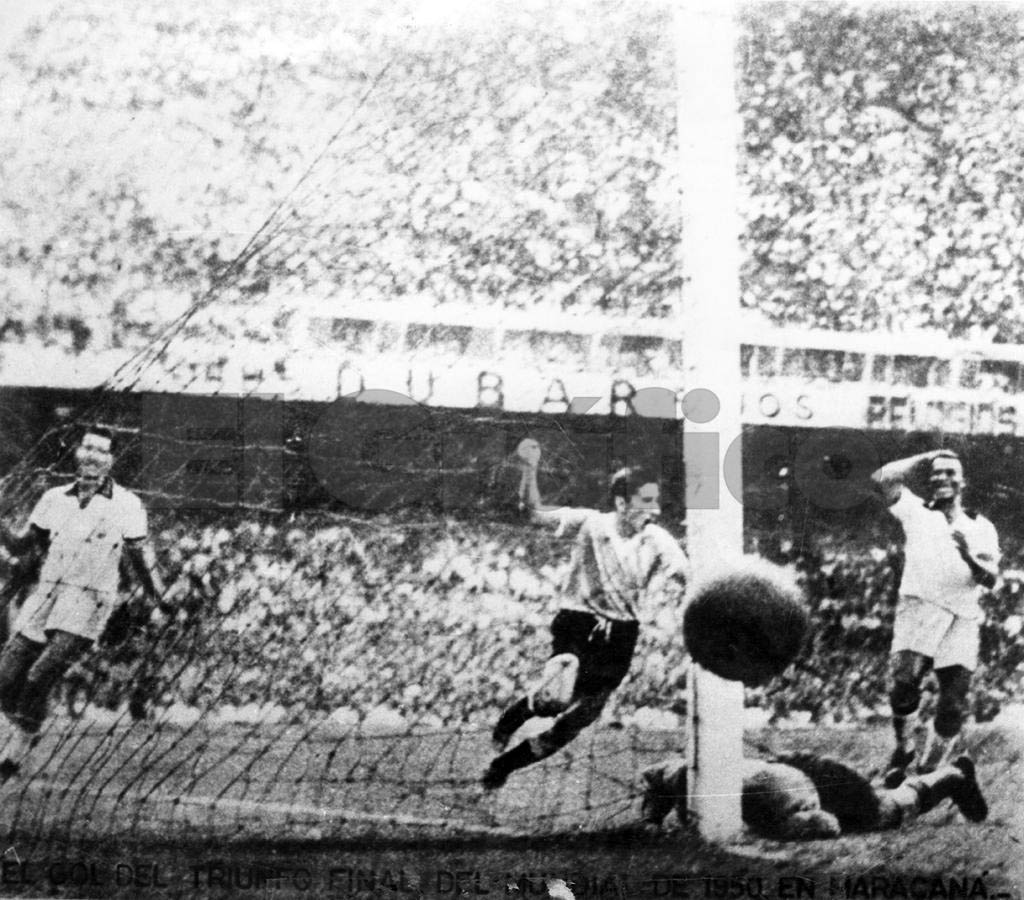
gol del jugador italo-uruguayo Alcides Ghiggia en el Maracanazo.

Para la clasificación a Brasil 1950, las selecciones de la Conmebol debían disputar en dos grupos el pasaje a la competencia, sin embargo, en el primer grupo la selección de Argentina se retiró. Por lo que las selecciones de Bolivia y Chile clasificaron automáticamente. Y en el segundo grupo las selecciones de Ecuador y Perú se retiraron. Paraguay y Uruguay clasificaron automáticamente.

### 1954-1966: Las primeras clasificatorias
Por primera vez, en la clasificación a Suiza 1954 se disputaron partidos de clasificación en Sudamérica. Hasta esa Copa Mundial, todos los equipos clasificaban automáticamente a causa de invitaciones o retiros. Las Selecciones de Perú y Argentina, por orden expresa de Juan Domingo Perón, se abstuvieron de participar, mientras que la de Colombia se encontraba sancionada por la FIFA por violaciones a normas que regulaban las transferencias. En esta copa, Sudamérica, tenía un lugar, disputado por tres equipos.
Para la Copa Mundial de Fútbol de 1958 de Suecia, la Conmebol disponía de 3 plazas de las 16 totales del Mundial, que fueron disputadas por nueve selecciones. Los participantes se repartieron en tres grupos conformados por tres equipos cada uno. El primer clasificado de cada grupo se clasificaba automáticamente para el Mundial. Si dos equipos finalizaran con la misma cantidad de puntos, se desempataría teniendo en cuenta la diferencia de goles acumulada, y, en caso de persistir el empate, ambos equipos deberían jugar un partido en campo neutral, para decidir el que obtendría la clasificación. Sin embargo, finalmente participaron solamente ocho equipos debido a que Venezuela se retiró de la competición.
En la Copa Mundial de Fútbol de 1962 de Chile, estaban clasificados directamente el dueño de casa y el vigente campeón mundial, Brasil. Por ello, se inscribieron siete equipos y se formaron tres parejas para definir a otros tres representantes sudamericanos. Clasificaron Argentina, Uruguay y Colombia, que eliminaron a Ecuador, Bolivia y Perú, respectivamente. Paraguay fue incluido en la zona norteamericana y fue eliminado por México.
Para la Copa Mundial de Fútbol de 1966 de Inglaterra, estaba clasificado Brasil como vigente campeón. Por ello se formaron tres grupos con los nueve equipos restantes, clasificando Uruguay, Chile (por partido de desempate) y Argentina, para este proceso eliminatorio debutaría Venezuela.

### 1970-1990: Los 10 equipos sudamericanos finalmente juegan las clasificatorias
En México 1970, participaron por primera vez los diez equipos de la región y fueron divididos en tres grupos que definieron al trío de clasificados: Perú, Brasil y Uruguay.
Con Brasil clasificado como monarca vigente, para el Copa Mundial de Fútbol de 1974 de Alemania Federal, se inscribieron otras ocho selecciones sudamericanas. Dos grupos de tres y una pareja permitieron dos clasificados y un repechaje. Como ganadores de grupos clasificaron: Uruguay y Argentina. Chile clasificó como ganador del repechaje Conmebol/UEFA ante la Unión Soviética por la no presentación del equipo soviético, debido a la protesta que realizó el elenco europeo, por jugar en el Estadio Nacional, por ese entonces usado por la dictadura del dictador chileno Augusto Pinochet.
Para Argentina 1978, los otros nueve equipos sudamericanos se dividieron en tres grupos, que luego lucharon en una segunda ronda que clasificó directamente a dos equipos y uno a un repechaje. Brasil y Perú clasificaron en el triangular final disputado en la ciudad de Cali, Colombia, eliminando a Bolivia.
Dado que nuevamente Argentina estaba clasificada pero esta vez como monarca mundial, nueve equipos sudamericanos se dividieron en tres grupos para luchar por tres cupos al Copa Mundial de Fútbol de 1982 de España. Los clasificados fueron Brasil, Perú y Chile.

Colombia se clasificó para la Copa Mundial de Fútbol de 1990, luego de renunciar a la organización de la Copa Mundial de Fútbol de 1986 y no lograr clasificar.

Por segunda vez en la historia, se inscribieron las diez selecciones sudamericanas para la clasificatoria para la Copa Mundial de Fútbol de 1986 de México. Se dividieron en tres grupos y los ganadores clasificaron directamente (Argentina, Uruguay y Brasil), dejando un cupo para un elenco a definir en un cuadrangular, que fue ganado por Paraguay (que terminó venciendo en la definición de ese cuadrangular a Chile).
Para Italia 1990, la Conmebol disponía de tres de las 24 plazas del mundial, por lo que un total de 9 selecciones se disputaron las 3 plazas.
No incluyendo a Argentina por ser último campeón. Los ganadores de los grupos 1 y 3 clasificaron al Mundial; el ganador del grupo 2 jugó un repechaje con el ganador de la eliminatoria de Oceanía por otro lugar en el Mundial.
La fase de clasificación en Sudamérica tuvo un incidente: en medio del partido entre Brasil y Chile, una bengala fue a caer cerca del guardameta chileno Roberto Rojas, quien simuló una lesión. Su selección se negó a seguir jugando (en ese momento iba perdiendo por un gol). Pero el portero no tardó en ser descubierto y, como resultado, se aplicó una larga suspensión a todos los implicados y se expulsó a Chile del torneo de 1994. Además de Brasil, Uruguay y Colombia (clasificó por última vez en 1962), completaron la presencia sudamericana en Italia. Los colombianos accedieron a través de una eliminatoria contra Israel, en cuyos dos partidos solo se registró un gol, obra del delantero cafetero Albeiro "El Palomo" Usuriaga. Israel había encabezado un grupo, en el que estaban los representantes de Oceanía, Australia y Nueva Zelanda.

### 1994: Las clasificatorias de dos grupos
Para Estados Unidos 1994, la Conmebol contó con tres cupos directos en su fase clasificatoria. Participaron nueve selecciones, dado que Chile no pudo participar en esta, por el incidente ocurrido en la eliminatoria para el Mundial de Italia 1990.
Los nueve equipos se dividieron en dos grupos: el Grupo A con cuatro integrantes y el B con cinco. Los dos primeros de cada grupo, obtendrían la clasificación. El sistema utilizado en los grupos fue una liguilla a ida y vuelta. El segundo clasificado en los grupos con puntaje más alto, jugaría un repechaje contra el ganador de la clasificatoria de OFC.
Se destaca en esta etapa, la primera derrota de Brasil en una fase eliminatoria, fue ante Bolivia en el Estadio Hernando Siles de La Paz, a la postre, ambos equipos clasificaron. Sin embargo una de las mayores sorpresas se vivió en Buenos Aires. En la última fecha del Grupo A, Colombia ganó por 5-0 a Argentina en el Estadio Monumental de River Plate, un resultado histórico para Colombia, que tenía jugadores como Carlos Valderrama, Freddy Rincón, Faustino Asprilla, Leonel Álvarez, Óscar Córdoba, entre otros. Con este resultado, Colombia se clasificó directo a la Copa Mundial de Fútbol de 1994 y obligó a los argentinos a jugar el repechaje contra Australia. Para ese repechaje, Argentina trajo de vuelta a su máximo ídolo Diego Armando Maradona, que volvía de una suspensión por un tema extrafutbolístico y eso le sirvió, para ganar ese repechaje y clasificar a la cita de Estados Unidos.

### 1998-2026: Las clasificatorias tipo liga (formato de todos contra todos)

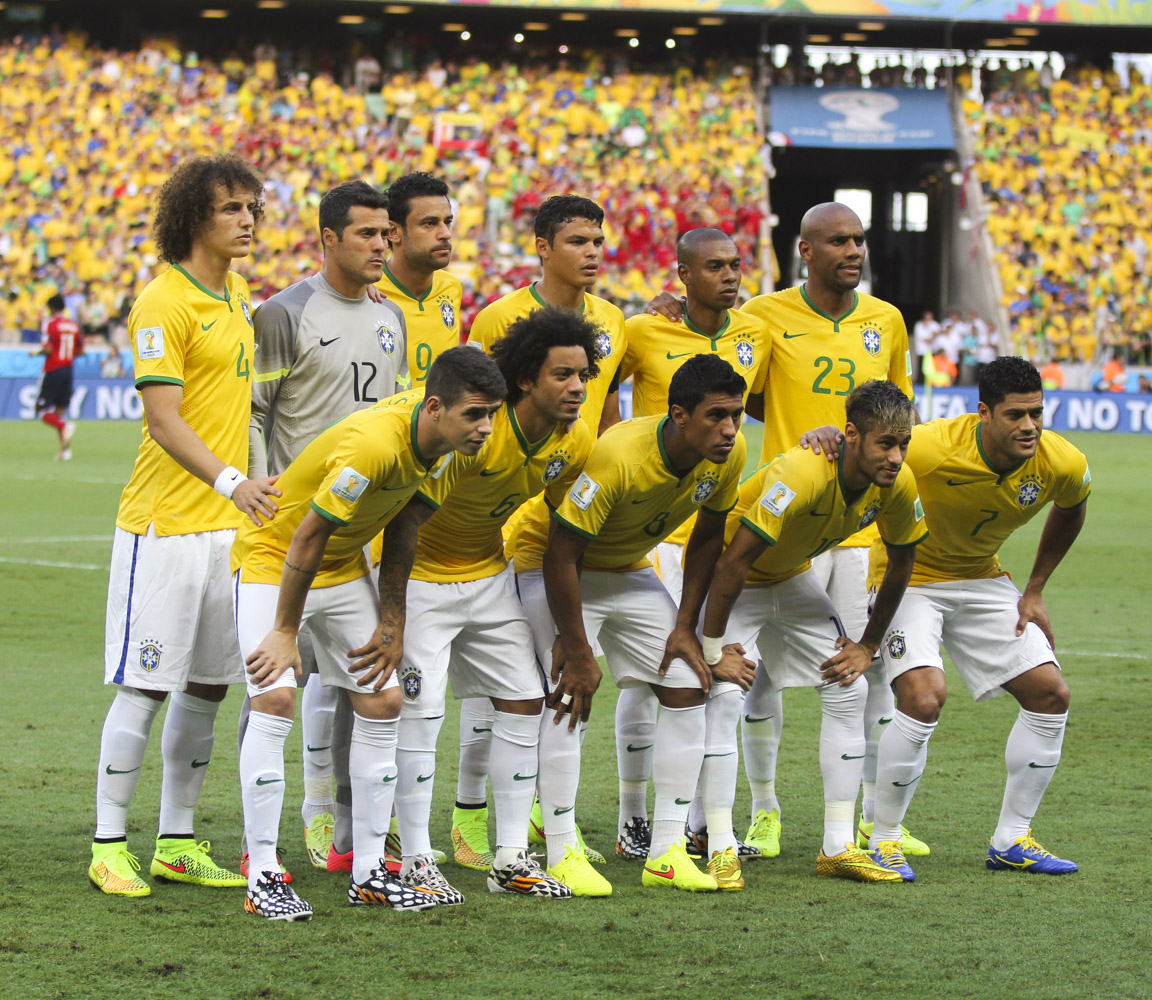
Brasil tiene el récord de más puntos obtenidos en un clasificatorio tipo liga. Ocurrió en las clasificatorias de 2022 con 45 puntos.

Para la Copa Mundial de Fútbol de 1998 de Francia, la Conmebol contó con cuatro cupos directos en su fase clasificatoria, ya que Brasil ganó el derecho de jugar ese Mundial, en su condición de campeón vigente. La eliminatoria sudamericana estuvo compuesta por un torneo todos-contra-todos entre las nueve escuadras miembros de la Conmebol. En esa eliminatoria, Chile hizo su regreso a la competencia.
Las selecciones de Argentina, Paraguay, Colombia y Chile clasificaron directamente para el máximo torneo internacional. Si bien Chile empató en puntos con su similar de Perú, su mejor diferencia de goles le bastó al equipo adiestrado por Nelson Acosta, que contaba con jugadores como Iván Zamorano, Marcelo Salas y Nelson Tapia entre otros, para poder clasificar a la cita de Francia.
Para la Copa Mundial de Fútbol de 2002 de Corea del Sur y Japón, la Conmebol contó con cuatro cupos directos y un cupo para el repechaje, contra el clasificado de la OFC. La eliminatoria sudamericana estuvo compuesta por un torneo todos contra todos entre las 10 escuadras miembros de la Conmebol.
Las selecciones de Argentina, Ecuador, Brasil y Paraguay, clasificaron directamente para el máximo torneo internacional, mientras que Uruguay enfrentó a Australia, en el repechaje intercontinental. En el partido de ida, disputado en Melbourne, Australia venció 1:0. Ya en el juego de vuelta, los "charrúas" remontaron la serie y clasificaron al Mundial asiático, al vencer 3:0 en Montevideo.
Para la Copa Mundial de Fútbol de 2006 de Alemania, la Conmebol contó con cuatro cupos directos y un cupo para el repechaje, contra el clasificado de la OFC.
La eliminatoria sudamericana de Alemania, estuvo compuesta por un torneo todos contra todos entre las 10 escuadras miembros de la Conmebol, siendo considerada como una de las clasificatorias más emocionantes y complicadas, debido al choque de algunos de los equipos más exitosos de la historia de la Copa Mundial, como Brasil y Argentina.
El método de clasificación fue el siguiente: los cuatro primeros lugares de la tabla clasifican directamente al Mundial. El quinto lugar deberá batirse en partidos de ida y vuelta con el equipo que gane la clasificatoria de Oceanía. En caso de empate entre dos o más equipos con igualdad de puntaje, el ganador es el que tenga el marcador general entre ambos equipos a su favor. Si entre los dos equipos existiese igualdad en el marcador general entre ellos, ganará el que tenga una mayor diferencia de goles en los partidos jugados entre ellos. En caso de empate nuevamente, el que haya anotado más goles en los partidos jugados entre los equipos empatados obtendrá la ventaja. Si los equipos tuviesen igualdad en este ítem, se recurrirá consecutivamente a la diferencia de gol en todos los partidos del proceso, el número de goles anotados en todo el proceso y un partido definitorio en terreno neutral, hasta obtener algún equipo clasificado.
Las selecciones de Brasil (1°), Argentina (2°), Ecuador (3°) y Paraguay (4°), clasificaron nuevamente en forma directa para el máximo torneo internacional, mientras que Uruguay, que finalizó quinto, enfrentó otra vez a Australia en el repechaje intercontinental, en lo que sería la revancha de la eliminatoria del mundial anterior. En el partido de ida, disputado en Montevideo, Uruguay venció 1:0, cayendo por idéntico marcador en el de vuelta (disputado en Sídney). En la definición por penales, Uruguay quedó eliminado al perder esa definición, haciendo que Australia cobrara una revancha, por su eliminación en el anterior repechaje de hace 4 años ante los uruguayos, en la eliminatoria del mundial 2002. Colombia y Chile, fuera de la cita mundialista, al igual que Venezuela, que luego de una brillante campaña inicial, se desinfló en la segunda ronda, y los combinados de Perú y Bolivia.
Para Sudáfrica 2010, la Confederación Sudamericana de Fútbol contó con cuatro cupos directos y un cupo para el repechaje contra el cuarto lugar de la clasificatoria de la Confederación de Fútbol de Norte y Centroamérica. En la cuarta realización de este sistema de clasificación, Brasil (1.°), Chile (2.°), Paraguay (3.°) y Argentina (4.°), obtuvieron en el orden antes señalado la clasificación directa. Fue una clasificación muy reñida, incluyendo la clasificación de Argentina en la última fecha derrotando a Uruguay en el Estadio Centenario.
En quinto lugar quedó Uruguay, que debió jugar un repechaje ida y vuelta contra Costa Rica. En la ida disputada en San José, venció por 1:0, y en la vuelta en Montevideo, obtuvo un sufrido empate 1:1, que le permitió ser el último clasificado al mundial de Sudáfrica.
Para Brasil 2014, el sistema fue el mismo, pero no participó el anfitrión, quien está clasificado por su calidad de sede. Para esta eliminatoria, la Conmebol contó con 4 cupos directos y la selección que ocupó el quinto lugar disputó un repechaje con el quinto clasificado de AFC (Asia). Clasificaron directamente Argentina (1.°), Colombia (2.°), Chile (3.°) y Ecuador (4.°). En el quinto lugar, y por cuarta vez consecutiva, se ubicó Uruguay que disputó un repechaje de ida y vuelta frente a Jordania, un país sin historia mundialista. El primer partido disputado en Amán, los uruguayos golearon por 5:0 y en el partido de vuelta en Montevideo fue un empate 0:0, por lo que la Celeste obtuvo el último cupo al mundial de Brasil. Este sería la última clasificación con calendario definido desde 1995, a partir de ahora se sortearia la eliminatoria
Para Rusia 2018, el sistema fue el mismo, pero se modificó el orden los partidos y los calendarios. Para esta eliminatoria, la Conmebol contó con 4 cupos directos y un quinto lugar que disputó un repechaje con el clasificado de Oceanía. En esta ocasión, regresó Brasil a la competencia y fue el claro líder de las eliminatorias (1.°) con 41 unidades clasificando junto con Uruguay (2.°), Argentina (3.°) y Colombia (4.°), mientras que en el quinto lugar se ubicó Perú, que disputó el repechaje continental contra Nueva Zelanda por el último cupo por Sudamérica. Perú lograría clasificar a una Copa del mundo luego de 36 años.
Para Catar 2022, el sistema fue el mismo, hubo un sorteo para definir el orden de partidos y se modificaron el orden de algunas fechas debido a la Pandemia de COVID-19. Para esta eliminatoria, clasificaron directamente Brasil (1.°), Argentina (2.°), Uruguay (3.°) y Ecuador (4.°), por segunda vez consecutiva, Perú tras finalizar (5.°), jugó el repechaje continental ante Australia en un partido único, quedando eliminado por la vía de los penales al terminar 0-0 en el periodo reglamentario. Al final de las eliminatorias, varios futbolistas manifestaron la necesidad de cambiar el formato de las próximas eliminatorias debido el aumento de equipos para la edición de 2026, los kilómetros que hay que recorrer para jugar la clasificatoria y el calendario internacional.
Las clasificatorias para Norteamérica 2026, con la ampliación de la Copa Mundial de Fútbol de 32 a 48 equipos, la FIFA planteó a CONMEBOL el cambio de su sistema eliminatorio. Sin embargo, la CONMEBOL decidió de manera unánime comunicar a la FIFA que mantendrá el formato bajo el sistema de todos contra todos.

## Clasificaciones sudamericanas a la Copa del Mundo
Esta tabla muestra los principales resultados de las diversas ediciones.
| País                                                              | Equipo                                               | Vía de clasificación |
| ----------------------------------------------------------------- | ---------------------------------------------------- | --- |
| Uruguay 1930 7 clasificados                                       | Uruguay Argentina Bolivia Brasil Chile Paraguay Perú | Organizador Copa del Mundo Invitado |
| Italia 1934 2 clasificados Detalles                               | Argentina Brasil                                     | Clasificado automáticamente |
| Francia 1938 1 clasificado Detalles                               | Brasil                                               | Clasificado automáticamente |
| Brasil 1950 5 clasificados Detalles                               | Brasil Bolivia Chile Paraguay Uruguay                | Organizador Copa del Mundo Clasificado automáticamente |
| Suiza 1954 2 clasificados Detalles                                | Uruguay Brasil                                       | Campeón del Mundo 1950 Ganador Grupo 11 Sudamérica |
| Suecia 1958 3 clasificados Detalles                               | Brasil Argentina Paraguay                            | Ganador Grupo 1 Sudamérica Ganador Grupo 2 Sudamérica Ganador Grupo 3 Sudamérica |
| Chile 1962 5 clasificados Detalles                                | Chile Brasil Argentina Uruguay Colombia              | Organizador Copa del Mundo Campeón del Mundo 1958 Ganador llave 1 Sudamérica Ganador llave 2 Sudamérica Ganador llave 3 Sudamérica                                                                               |
| Inglaterra 1966 4 clasificados Detalles                           | Brasil Uruguay Chile Argentina                       | Campeón del Mundo 1962 Ganador Grupo 1 Sudamérica Ganador Grupo 2 Sudamérica Ganador Grupo 3 Sudamérica |
| México 1970 3 clasificados Detalles                               | Perú Brasil Uruguay                                  | Ganador Grupo 1 Sudamérica Ganador Grupo 2 Sudamérica Ganador Grupo 3 Sudamérica |
| Alemania Federal 1974 4 clasificados Detalles                     | Brasil Uruguay Argentina Chile                       | Campeón del Mundo 1970 Ganador Grupo 1 Sudamérica Ganador Grupo 2 Sudamérica Ganador Repechaje UEFA/Conmebol |
| Argentina 1978 3 clasificados Detalles                            | Argentina Brasil Perú                                | Organizador Copa del Mundo Ganador Ronda Final Sudamérica Segundo Ronda Final Sudamérica |
| España 1982 4 clasificados Detalles                               | Argentina Brasil Perú Chile                          | Campeón del Mundo 1978 Ganador Grupo 1 Sudamérica Ganador Grupo 2 Sudamérica Ganador Grupo 3 Sudamérica |
| México 1986 4 clasificados Detalles                               | Argentina Uruguay Brasil Paraguay                    | Ganador Grupo 1 Sudamérica Ganador Grupo 2 Sudamérica Ganador Grupo 3 Sudamérica Ganador Repechaje Conmebol |
| Italia 1990 4 clasificados Detalles                               | Argentina Uruguay Brasil Colombia                    | Campeón del Mundo 1986 Ganador Grupo 1 Sudamérica Ganador Grupo 3 Sudamérica Ganador Repechaje OFC/Conmebol |
| Estados Unidos 1994 4 clasificados Detalles                       | Brasil Bolivia Colombia Argentina                    | Ganador Grupo B Sudamérica Segundo Grupo B Sudamérica Ganador Grupo A Sudamérica Ganador Repechaje OFC/Conmebol                                                                                                  |
| Francia 1998 5 clasificados Detalles                              | Brasil Argentina Paraguay Colombia Chile             | Campeón del Mundo 1994 Primero clasificatorias sudamericanas Segundo clasificatorias sudamericanas Tercero clasificatorias sudamericanas Cuarto clasificatorias sudamericanas                                    |
| Corea del Sur / Japón 2002 5 clasificados Detalles                | Argentina Ecuador Brasil Paraguay Uruguay            | Primero clasificatorias sudamericanas Segundo clasificatorias sudamericanas Tercero clasificatorias sudamericanas Cuarto clasificatorias sudamericanas Ganador Repechaje OFC/Conmebol                            |
| Alemania 2006 4 clasificados Detalles                             | Brasil Argentina Ecuador Paraguay                    | Primero clasificatorias sudamericanas Segundo clasificatorias sudamericanas Tercero clasificatorias sudamericanas Cuarto clasificatorias sudamericanas                                                           |
| Sudáfrica 2010 5 clasificados Detalles                            | Brasil Chile Paraguay Argentina Uruguay              | Primero clasificatorias sudamericanas Segundo clasificatorias sudamericanas Tercero clasificatorias sudamericanas Cuarto clasificatorias sudamericanas Ganador Repechaje Concacaf/Conmebol                       |
| Brasil 2014 6 clasificados Detalles                               | Brasil Argentina Colombia Chile Ecuador Uruguay      | Organizador Copa del Mundo Primero clasificatorias sudamericanas Segundo clasificatorias sudamericanas Tercero clasificatorias sudamericanas Cuarto clasificatorias sudamericanas Ganador Repechaje AFC/Conmebol |
| Rusia 2018 5 clasificados Detalles                                | Brasil Uruguay Argentina Colombia Perú               | Primero clasificatorias sudamericanas Segundo clasificatorias sudamericanas Tercero clasificatorias sudamericanas Cuarto clasificatorias sudamericanas Ganador Repechaje OFC/Conmebol                            |
| Catar 2022 4 clasificados Detalles                                | Brasil Argentina Uruguay Ecuador                     | Primero clasificatorias sudamericanas Segundo clasificatorias sudamericanas Tercero clasificatorias sudamericanas Cuarto clasificatorias sudamericanas                                                           |
| Canadá / Estados Unidos / México 2026 6 o 7 clasificados Detalles | Argentina Ecuador Brasil                             | Primero clasificatorias sudamericanas Segundo clasificatorias sudamericanas Tercero clasificatorias sudamericanas Por definir                                                                                    |

### Historial de clasificaciones Conmebol
| Año  | Primer puesto | Segundo puesto | Tercer puesto | Cuarto puesto |
| ---- | ------------- | -------------- | ------------- | ------------- |
| 1953 | Brasil        | Paraguay       | Chile         |               |
| 1957 | Argentina     | Paraguay       | Brasil        | Uruguay       |
| 1961 | Argentina     | Uruguay        | Colombia      | Perú          |
| 1965 | Uruguay       | Argentina      | Chile         | Ecuador       |
| 1969 | Brasil        | Uruguay        | Perú          | Paraguay      |
| 1973 | Argentina     | Chile          | Uruguay       | Paraguay      |
| 1977 | Brasil        | Perú           | Bolivia       | Chile         |
| 1981 | Brasil        | Chile          | Perú          | Uruguay       |
| 1985 | Argentina     | Brasil         | Uruguay       | Paraguay      |
| 1989 | Brasil        | Uruguay        | Colombia      | Bolivia       |
| 1993 | Brasil        | Bolivia        | Colombia      | Argentina     |
| 1997 | Argentina     | Paraguay       | Colombia      | Chile         |
| 2001 | Argentina     | Ecuador        | Brasil        | Paraguay      |
| 2005 | Brasil        | Argentina      | Ecuador       | Paraguay      |
| 2009 | Brasil        | Chile          | Paraguay      | Argentina     |
| 2013 | Argentina     | Colombia       | Chile         | Ecuador       |
| 2017 | Brasil        | Uruguay        | Argentina     | Colombia      |
| 2021 | Brasil        | Argentina      | Uruguay       | Ecuador       |
| 2025 | Argentina     | En disputa     | En disputa    | En disputa    |

### Palmarés
| Selección | Primeros Puestos                                                           | Primeros Puestos | Segundos Puestos                | Segundos Puestos | Terceros puestos                | Terceros puestos | Cuartos puestos                        | Cuartos puestos |
| --------- | -------------------------------------------------------------------------- | ---------------- | ------------------------------- | ---------------- | ------------------------------- | ---------------- | -------------------------------------- | --------------- |
| Brasil    | (10) - 1953 - 1969 - 1977 - 1981 - 1989 - 1993 - 2005 - 2009 - 2017 - 2021 |                  | (1) - 1985                      |                  | (2) - 1957 - 2001               |                  |                                        |                 |
| Argentina | (8) - 1957 - 1961 - 1973 - 1985 - 1997 - 2001 - 2013 - 2025                |                  | (3) - 1965 - 2005 - 2021        |                  | (1) - 2017                      |                  | (2) - 1993 - 2009                      |                 |
| Uruguay   | (1) - 1965                                                                 |                  | (4) - 1961 - 1969 - 1989 - 2017 |                  | (3) - 1973 - 1985 - 2021        |                  | (2) - 1957 - 1981                      |                 |
| Chile     |                                                                            |                  | (3) - 1973 - 1981 - 2009        |                  | (3) - 1953 - 1965 - 2013        |                  | (2) - 1977 - 1997                      |                 |
| Paraguay  |                                                                            |                  | (3) - 1953 - 1957 - 1997        |                  | (1) - 2009                      |                  | (5) - 1969 - 1973 - 1985 - 2001 - 2005 |                 |
| Colombia  |                                                                            |                  | (1) - 2013                      |                  | (4) - 1961 - 1989 - 1993 - 1997 |                  | (1) - 2017                             |                 |
| Perú      |                                                                            |                  | (1) - 1977                      |                  | (2) - 1969 - 1981               |                  | (1) - 1961                             |                 |
| Ecuador   |                                                                            |                  | (1) - 2001                      |                  | (1) - 2005                      |                  | (3) - 1965 - 2013 - 2021               |                 |
| Bolivia   |                                                                            |                  | (1) - 1993                      |                  | (1) - 1977                      |                  | (1) - 1989                             |                 |

### Participaciones en Copas del Mundo
| País      | Part. | Mundiales |
| --------- | ----- | --- |
| Brasil    | 23    | 1930, 1934, 1938, 1950, 1954, 1958, 1962, 1966, 1970, 1974, 1978, 1982, 1986, 1990, 1994, 1998, 2002, 2006, 2010, 2014, 2018, 2022, 2026. |
| Argentina | 20    | 1930, 1934, 1958, 1962, 1966, 1974, 1978, 1982, 1986, 1990, 1994, 1998, 2002, 2006, 2010, 2014, 2018, 2022, 2026, 2030.                   |
| Uruguay   | 15    | 1930, 1950, 1954, 1962, 1966, 1970, 1974, 1986, 1990, 2002, 2010, 2014, 2018, 2022, 2030.                                                 |
| Paraguay  | 9     | 1930, 1950, 1958, 1986, 1998, 2002, 2006, 2010, 2030.                                                                                     |
| Chile     | 9     | 1930, 1950, 1962, 1966, 1974, 1982, 1998, 2010, 2014.                                                                                     |
| Colombia  | 6     | 1962, 1990, 1994, 1998, 2014, 2018. |
| Perú      | 5     | 1930, 1970, 1978, 1982, 2018. |
| Ecuador   | 5     | 2002, 2006, 2014, 2022, 2026. |
| Bolivia   | 3     | 1930, 1950, 1994. |

- En negrita los Mundiales en los que fueron campeones.
- En cursiva los Mundiales en los que fueron anfitriones.

## Mejores participaciones de selecciones Conmebol en la Copa Mundial de Fútbol

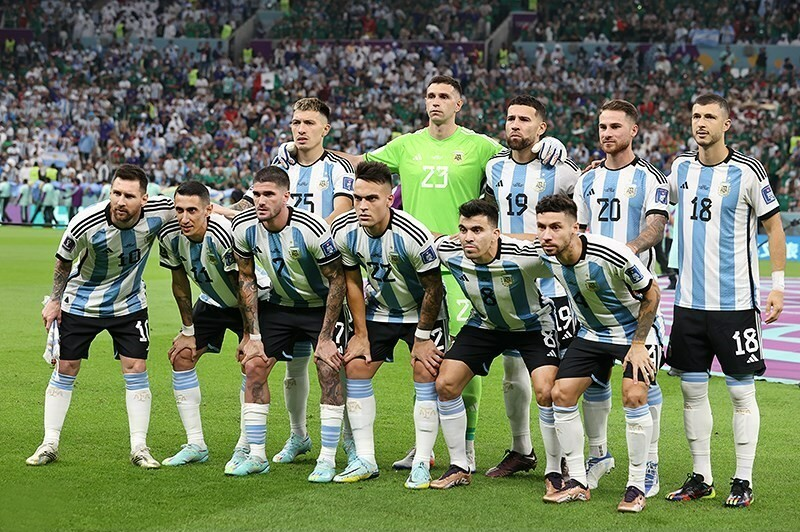
Argentina logró su tercera copa del mundo en 2022; fue la primera tras 20 años sin títulos para la región sudamericana.

En las veintidós ediciones de la copa del mundo, los equipos sudamericanos han tenido buenas presentaciones en el torneo siendo la segunda confederación más laureada. La siguiente lista es un resumen de las mejores participaciones de equipos sudamericanos y los máximos goleadores sudamericanos por edición. La peor participación se registró en la copa mundial de 1934 con un 9 lugar, y la mejor son los 10 títulos obtenidos para la confederación en las ediciones: 1930, 1950, 1958, 1962, 1970, 1978, 1986, 1994, 2002 y 2022.
Si existe igual cantidad de goles entre varios jugadores en una edición, se cuentan como máximo goleador sin tener en cuenta los minutos jugados.
| \| Copa Mundial de Fútbol \| Copa Mundial de Fútbol \| Copa Mundial de Fútbol \| Copa Mundial de Fútbol \| Copa Mundial de Fútbol \| Copa Mundial de Fútbol \| \| Año \| Participantes \| Mejor posicionado \| Puesto \| Máximo goleador de la Conmebol \| Goles \| \| ---------------------------------------------------- \| ---------------------- \| ---------------------- \| ---------------------- \| --------------------------------------------- \| ---------------------- \| \| 1930 \| 7 \| Uruguay \| 1.º \| Guillermo Stábile \| 8 \| \| 1934 \| 2 \| Argentina \| 9.º \| Ernesto Belis Alberto Galateo Leônidas \| 1 \| \| 1938 \| 1 \| Brasil \| 3.º \| Leônidas \| 7 \| \| 1950 \| 5 \| Uruguay \| 1.º \| Ademir \| 8 \| \| 1954 \| 2 \| Uruguay \| 4.º \| Carlos Borges \| 5 \| \| 1958 \| 3 \| Brasil \| 1.º \| Pelé \| 6 \| \| 1962 \| 5 \| Brasil \| 1.º \| Leonel Sánchez Vavá Garrincha \| 4 \| \| 1966 \| 4 \| Argentina \| 5.º \| Luis Artime \| 3 \| \| 1970 \| 3 \| Brasil \| 1.º \| Jairzinho \| 7 \| \| 1974 \| 4 \| Brasil \| 4.º \| Rivelino \| 3 \| \| 1978 \| 3 \| Argentina \| 1.º \| Mario Alberto Kempes \| 6 \| \| 1982 \| 4 \| Brasil \| 5.º \| Zico \| 4 \| \| 1986 \| 4 \| Argentina \| 1.º \| Diego Maradona \| 5 \| \| 1990 \| 4 \| Argentina \| 2.º \| Claudio Caniggia Careca Müller Bernardo Redín \| 2 \| \| 1994 \| 4 \| Brasil \| 1.º \| Romário \| 5 \| \| 1998 \| 5 \| Brasil \| 2.º \| Gabriel Batistuta \| 5 \| \| 2002 \| 5 \| Brasil \| 1.º \| Ronaldo \| 8 \| \| 2006 \| 4 \| Brasil \| 5.º \| Hernán Crespo Maxi Rodríguez Ronaldo \| 3 \| \| 2010 \| 5 \| Uruguay \| 4.º \| Diego Forlán \| 5 \| \| 2014 \| 6 \| Argentina \| 2.º \| James Rodríguez \| 6 \| \| 2018 \| 5 \| Uruguay \| 5.º \| Yerry Mina Edinson Cavani \| 3 \| \| 2022 \| 4 \| Argentina \| 1.º \| Lionel Messi \| 7 \| \| Última actualización: Copa Mundial de Fútbol de 2022 \| \| \| \| \| \| |               |                   |        |                                               |       |
| Copa Mundial de Fútbol |               |                   |        |                                               |       |
| Año | Participantes | Mejor posicionado | Puesto | Máximo goleador de la Conmebol                | Goles |
| 1930 | 7             | Uruguay           | 1.º    | Guillermo Stábile                             | 8     |
| 1934 | 2             | Argentina         | 9.º    | Ernesto Belis Alberto Galateo Leônidas        | 1     |
| 1938 | 1             | Brasil            | 3.º    | Leônidas                                      | 7     |
| 1950 | 5             | Uruguay           | 1.º    | Ademir                                        | 8     |
| 1954 | 2             | Uruguay           | 4.º    | Carlos Borges                                 | 5     |
| 1958 | 3             | Brasil            | 1.º    | Pelé                                          | 6     |
| 1962 | 5             | Brasil            | 1.º    | Leonel Sánchez Vavá Garrincha                 | 4     |
| 1966 | 4             | Argentina         | 5.º    | Luis Artime                                   | 3     |
| 1970 | 3             | Brasil            | 1.º    | Jairzinho                                     | 7     |
| 1974 | 4             | Brasil            | 4.º    | Rivelino                                      | 3     |
| 1978 | 3             | Argentina         | 1.º    | Mario Alberto Kempes                          | 6     |
| 1982 | 4             | Brasil            | 5.º    | Zico                                          | 4     |
| 1986 | 4             | Argentina         | 1.º    | Diego Maradona                                | 5     |
| 1990 | 4             | Argentina         | 2.º    | Claudio Caniggia Careca Müller Bernardo Redín | 2     |
| 1994 | 4             | Brasil            | 1.º    | Romário                                       | 5     |
| 1998 | 5             | Brasil            | 2.º    | Gabriel Batistuta                             | 5     |
| 2002 | 5             | Brasil            | 1.º    | Ronaldo                                       | 8     |
| 2006 | 4             | Brasil            | 5.º    | Hernán Crespo Maxi Rodríguez Ronaldo          | 3     |
| 2010 | 5             | Uruguay           | 4.º    | Diego Forlán                                  | 5     |
| 2014 | 6             | Argentina         | 2.º    | James Rodríguez                               | 6     |
| 2018 | 5             | Uruguay           | 5.º    | Yerry Mina Edinson Cavani                     | 3     |
| 2022 | 4             | Argentina         | 1.º    | Lionel Messi                                  | 7     |
| Última actualización: Copa Mundial de Fútbol de 2022 |               |                   |        |                                               |       |

## Tabla histórica
Esta tabla histórica presenta el rendimiento estadístico de las 10 selecciones de fútbol de la CONMEBOL que han participado en las respectivas fases de Clasificación para la Copa Mundial de Fútbol realizadas por la FIFA entre 1930 hasta 2022.
Se ordena a las selecciones asignándoles una posición general basándose en tres criterios:
1. Puntos obtenidos. Se otorgan 3 puntos por victoria, 1 por empate y ninguno por derrota. Este criterio es utilizado para todos los partidos a lo largo del torneo, aunque solamente fue establecido por la FIFA a partir de la edición de 1998.
2. Mayor diferencia de goles
3. Mayor cantidad de goles obtenidos.

Nota: Se toman en cuenta los resultados de los partidos de repesca contra las selecciones de otras confederaciones y las sanciones dadas por FIFA y/o TAS a las diferentes selecciones a través del tiempo.
| Pos.                                       | Equipo    | ED | SC | NC | Efe    | Pts | PJ  | PG | PE | PP  | GF  | GC  | Dif  | Efec   |
| ------------------------------------------ | --------- | -- | -- | -- | ------ | --- | --- | -- | -- | --- | --- | --- | ---- | ------ |
| 1                                          | Argentina | 15 | 13 | 1  | 92,8%  | 335 | 168 | 96 | 43 | 30  | 289 | 145 | +144 | 65.67% |
| 2                                          | Brasil    | 14 | 13 | 0  | 100,0% | 304 | 142 | 88 | 36 | 18  | 299 | 89  | +210 | 70.42% |
| 3                                          | Uruguay   | 18 | 11 | 6  | 64,7%  | 302 | 187 | 82 | 53 | 52  | 244 | 196 | +48  | 53.30% |
| 4                                          | Paraguay  | 19 | 6  | 12 | 33,3%  | 271 | 187 | 75 | 43 | 69  | 234 | 225 | +9   | 47.77% |
| 5                                          | Colombia  | 18 | 6  | 11 | 35,2%  | 263 | 185 | 67 | 60 | 58  | 220 | 193 | +27  | 47.02% |
| 6                                          | Chile     | 17 | 6  | 10 | 37,5%  | 244 | 180 | 69 | 37 | 74  | 239 | 243 | –4   | 45.18% |
| 7                                          | Ecuador   | 17 | 4  | 12 | 25,0%  | 228 | 176 | 62 | 43 | 71  | 210 | 226 | –16  | 42.80% |
| 8                                          | Perú      | 18 | 4  | 13 | 23,5%  | 203 | 183 | 52 | 45 | 86  | 189 | 251 | –62  | 36.61% |
| 9                                          | Bolivia   | 18 | 1  | 16 | 5,8%   | 181 | 183 | 48 | 34 | 101 | 216 | 357 | –141 | 32.42% |
| 10                                         | Venezuela | 15 | 0  | 14 | 0,0%   | 129 | 173 | 31 | 33 | 109 | 147 | 365 | –218 | 24.28% |
| Última actualización: 10 de junio del 2025 |           |    |    |    |        |     |     |    |    |     |     |     |      |        |

## Estadísticas

### Goleadores por edición

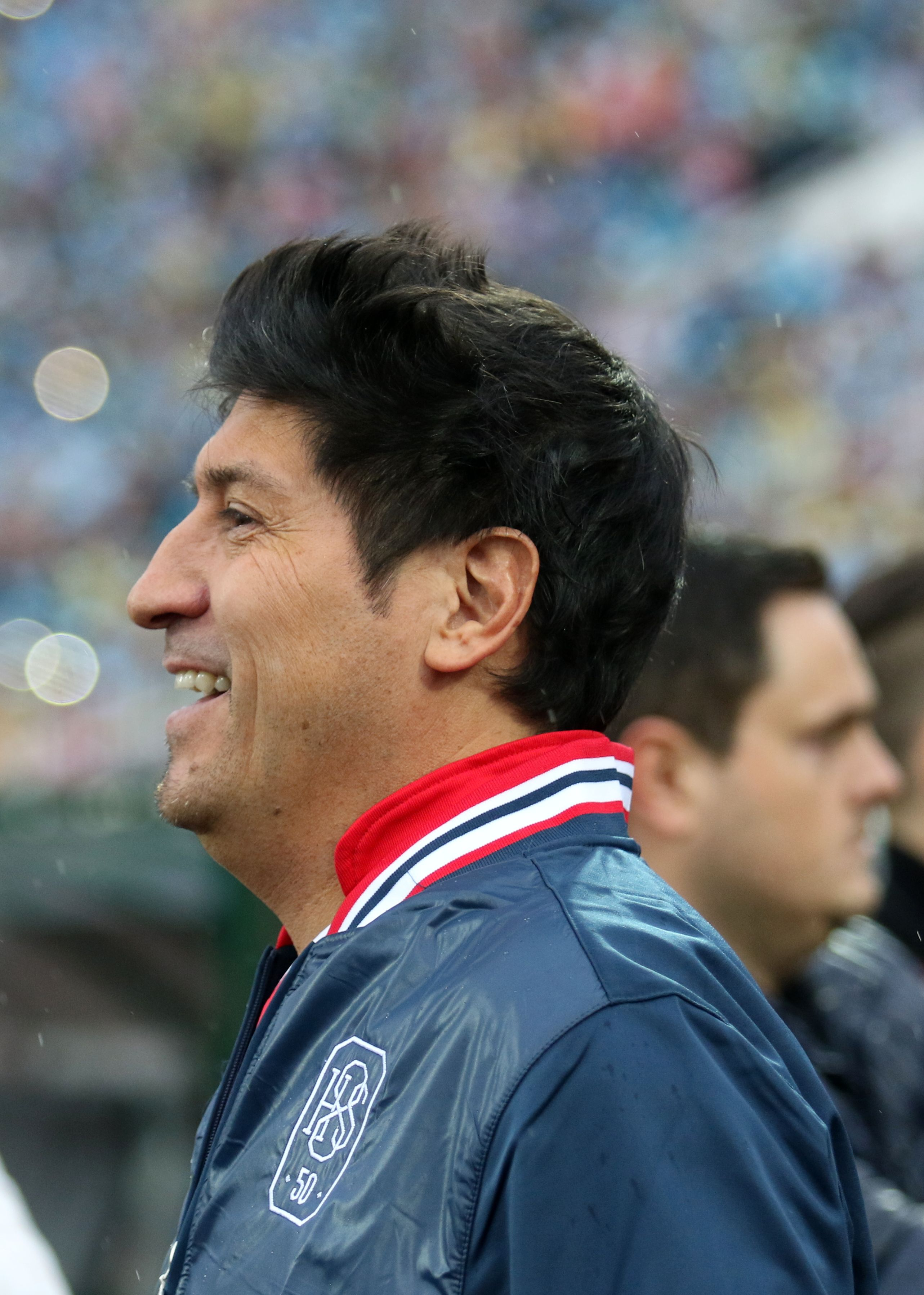
Iván Zamorano es el máximo anotador en una sola edición por eliminatorias.

| Proceso                    | Nombre                           |    |
| -------------------------- | -------------------------------- | -- |
| Suiza 1954                 | Oswaldo da Silva                 | 5  |
| Suecia 1958                | Ángel Jara                       | 5  |
| Chile 1962                 | José Sanfilippo Orestes Corbatta | 3  |
| Inglaterra 1966            | Pedro Virgilio Rocha             | 4  |
| México 1970                | Tostão                           | 10 |
| Alemania Federal 1974      | Rubén Ayala                      | 5  |
| Argentina 1978             | Zico                             | 5  |
| España 1982                | Zico                             | 5  |
| México 1986                | Jorge Aravena                    | 7  |
| Italia 1990                | Careca Rubén Sosa                | 5  |
| Estados Unidos 1994        | William Ramallo                  | 7  |
| Francia 1998               | Iván Zamorano                    | 12 |
| Corea del Sur / Japón 2002 | Hernán Crespo Agustín Delgado    | 9  |
| Alemania 2006              | Ronaldo                          | 10 |
| Sudáfrica 2010             | Humberto Suazo                   | 10 |
| Brasil 2014                | Luis Suárez                      | 11 |
| Rusia 2018                 | Edinson Cavani                   | 10 |
| Catar 2022                 | Marcelo Martins                  | 10 |

### Tabla histórica de goleadores
| Puesto                                    | Futbolista       | Selección | Goles | Partidos | Promedio | Eliminatorias                                                |
| ----------------------------------------- | ---------------- | --------- | ----- | -------- | -------- | ------------------------------------------------------------ |
| 1.º                                       | Lionel Messi     | Argentina | 34    | 72       | 0.47     | 2006 (0), 2010 (4), 2014 (10), 2018 (7), 2022 (7), 2026 (6). |
| 2.º                                       | Luis Suárez      | Uruguay   | 29    | 63       | 0.46     | 2010 (5), 2014 (11), 2018 (5), 2022 (8), 2026 (0).           |
| 3.º                                       | Marcelo Martins  | Bolivia   | 22    | 64       | 0.34     | 2010 (7), 2014 (4), 2018 (1), 2022 (10), 2026 (0).           |
| 4.º                                       | Alexis Sánchez   | Chile     | 20    | 63       | 0.32     | 2010 (3), 2014 (4), 2018 (7), 2022 (6), 2026 (0).            |
| 5.º                                       | Hernán Crespo    | Argentina | 19    | 33       | 0.58     | 1998 (3), 2002 (9), 2006 (7).                                |
| 6.º                                       | Marcelo Salas    | Chile     | 18    | 32       | 0.56     | 1998 (11), 2002 (4), 2006 (1), 2010 (2).                     |
| =.                                        | Edinson Cavani   | Uruguay   | 18    | 49       | 0.37     | 2010 (0), 2014 (6), 2018 (10), 2022 (2).                     |
| 8.º                                       | Iván Zamorano    | Chile     | 17    | 24       | 0.71     | 1990 (1), 1998 (12), 2002 (4).                               |
| =.                                        | Arturo Vidal     | Chile     | 17    | 56       | 0.30     | 2010 (1), 2014 (5), 2018 (6), 2022 (4), 2026 (1).            |
| 10.º                                      | Neymar           | Brasil    | 16    | 28       | 0.57     | 2018 (6), 2022 (8), 2026 (2).                                |
| =.                                        | Joaquín Botero   | Bolivia   | 16    | 31       | 0.52     | 2002 (3), 2006 (5), 2010 (8).                                |
| =.                                        | Agustín Delgado  | Ecuador   | 16    | 32       | 0.50     | 1998 (2), 2002 (9), 2006 (5).                                |
| =.                                        | Jefferson Farfán | Perú      | 16    | 47       | 0.34     | 2006 (7), 2010 (0), 2014 (5), 2018 (4), 2022 (0).            |
| 14.º                                      | Felipe Caicedo   | Ecuador   | 15    | 32       | 0.47     | 2010 (1), 2014 (7), 2018 (7).                                |
| =.                                        | Diego Forlán     | Uruguay   | 15    | 46       | 0.33     | 2006 (6), 2010 (7), 2014 (2).                                |
| =                                         | Salomón Rondón   | Venezuela | 15    | 50       | 0.30     | 2010 (0), 2014 (5), 2018 (1), 2022 (4), 2026 (5).            |
|                                           | Enner Valencia   | Ecuador   | 14    | 40       | 0.35     | 2018 (5), 2022 (4), 2026 (5).                                |
| Última actualización: 10 de junio de 2025 |                  |           |       |          |          |                                                              |

Se consideran repechajes jugados con otras confederaciones.

Jugador activo en negrita.

### Jugadores con mayor cantidad de encuentros disputados
| Pos. | Jugador          | Part. | Selección |
| ---- | ---------------- | ----- | --------- |
| 1    | Iván Hurtado     | 72    | Ecuador   |
| =    | Lionel Messi     | 72    | Argentina |
| 3    | Paulo Da Silva   | 66    | Paraguay  |
| 4    | Diego Godín      | 65    | Uruguay   |
| 5    | Marcelo Martins  | 64    | Bolivia   |
| =    | Luis Suárez      | 64    | Uruguay   |
| 7    | Claudio Bravo    | 63    | Chile     |
| =    | Tomás Rincón     | 63    | Venezuela |
| =    | Alexis Sánchez   | 63    | Chile     |
| 10   | Paolo Guerrero   | 60    | Perú      |
| 11   | Juan Arango      | 58    | Venezuela |
| 12   | Roberto Palacios | 57    | Perú      |
| =    | Arturo Vidal     | 57    | Chile     |
| 14   | Ronald Raldes    | 56    | Bolivia   |
| =    | David Ospina     | 56    | Colombia  |
| =    | Gary Medel       | 56    | Chile     |

Nota: En negrita jugadores seleccionables por su selección.

Actualizado hasta el último partido jugado por alguno de los implicados el 10 de junio 2025. 

## Cobertura mediática
La cobertura mediática se cubre bajo 4 formatos de comunicación diferentes: la televisión en directo, la radio en directo, la trasmisión en directo bajo el formato streaming por internet y la retransmisión de los momentos importantes del encuentro en directo por internet (este último normalmente lo hace la prensa digital y las páginas de apuestas).

### Sudamérica
Derechos de transmisión en TV (abierta o no) y streaming:

#### Derechos de transmisión
- Argentina:TV Pública,[18] DSports y DGO
- Bolivia: Canal del Fútbol Boliviano[19] (solo los partidos de Bolivia de local), Inter Satelital, COMTECO y Tigo Sports
- Brasil: TV Globo, SporTV y Globoplay[20]
- Chile: Chilevision, Pluto TV, Paramount+,[21] Mega (solo los partidos de Brasil de local y de Bolivia de local).[22][23]
- Colombia: Caracol Televisión[24] y Canal RCN[25]
- Ecuador: El Canal del Fútbol (todos los partidos) y Teleamazonas (dos partidos por fecha, uno en vivo y el de la selección de Ecuador en diferido)
- Paraguay: GEN[26] (todos los partidos)
- Perú: América TV,[27] ATV,[28] Movistar Deportes, Movistar TV App,[29] Latina Televisión[30] (solo los partidos de Brasil de local y de Bolivia de local)
- Uruguay: AufTv, Antel TV, DSports y DGO
- Venezuela: Venevisión,[31] Televen,[32] Inter (empresa) y SimpleTV

### Norteamérica
Derechos de transmisión en TV (abierta o no) y streaming:
- México:Vix (servicio de streaming),Claro Sports y FIFA+
- Estados Unidos: Fanatiz, Vix (servicio de streaming) y FIFA+